# Shayne Lamas i spółka
Shayne Lamas i spółka (ang. Leave It to Lamas) − amerykański program typu reality show wyemitowany po raz pierwszy na kanale E! w ostatnim kwartale 2009 roku (premiera miała miejsce 11 października tego roku).
Program przedstawia prywatne życie modelki Shayne Lamas i jej ekscentrycznej hollywoodzkiej rodziny, w skład której wchodzą m.in. jej ojciec, gwiazdor kina akcji Lorenzo, brat A.J. i siostra Dakota.

## Obsada
- Lorenzo Lamas – amerykański aktor filmowy i telewizyjny, najbardziej znany z głównej roli w serialu Renegat. Jest ojcem Shayne i A.J. oraz byłym mężem Michelle Smith.
- Shayne Lamas − 25-letnia modelka i aktorka, uczestniczka amerykańskiej edycji programu telewizyjnego Kawaler do wzięcia. W trakcie trwania show nie była z nikim związana i „szukała miłości”.
- A.J. Lamas − tak, jak reszta rodziny, związany z modelingiem i aktortwem. Jego matką jest publicystka Michele Smith.
- Michelle Cathy Smith − była żona Lorenzo Lamasa, matka A.J., Shayne i Dakoty Pike (ze związku z Craigem Pike).
- Dakota Pike − 19-letnia siostra oraz współlokatorka Shayne i A.J. Jest początkującą aktorką, planuje też nagranie albumu muzycznego.

## Odcinki

### Sezon 1
| N/o | Tytuł odcinka          | Polski tytuł                | Premiera amerykańska | Opis odcinka |
| --- | ---------------------- | --------------------------- | -------------------- | --- |
| 1   | Where There's Smoke…   | Nie ma dymu bez ognia       | 11 października 2009 | Shayne próbuje naprawić relacje pomiędzy bratem i ojcem. W tym celu organizuje grilla, ale impreza nie przebiega zgodnie z planem.                      |
| 2   | The Mating Game        | Zabawa w swatkę             | 18 października 2009 | Shayne próbuje swatać Lorenzo. Kiedy znajduje partnera dla siebie, jej starszy brat A.J. straszy ją, że zniszczy jej miłość od pierwszego wejrzenia.    |
| 3   | The Ugly Duckling      | Brzydkie kaczątko           | 25 października 2009 | Rodzina Shayne realizuje swoje hollywoodzkie marzenia. Czy A.J. zaimponuje swojemu ojcu poszukiwaniami prawdziwej pracy?                                |
| 4   | Babes in Bikerland     | W motocyklowym raju         | 1 listopada 2009     | Lorenzo jedzie z Shayne i jej najlepszą przyjaciółką Amber na motocyklową imprezę Sturgis Bike Rally. Niestety, szybko traci nad nimi kontrolę.         |
| 5   | Dollars and Sense      | Zderzenie z rzeczywistością | 8 listopada 2009     | A.J. i Shayne postanawiają skoncentrować się na swoich karierach zawodowych. Szybko odkrywają, że poruszanie się po Hollywood nie jest takie łatwe.     |
| 6   | Reality Check          | Cena sławy                  | 15 listopada 2009    | Shayne postanawia, że jej ojciec zasługuje na gwiazdę w Alei Gwiazd w Hollywood. Okazuje się, że za taką przyjemność musi zapłacić 25 tysięcy dolarów.  |
| 7   | Shayne Takes Manhattan | Shayne podbija Manhattan    | 22 listopada 2009    | Arlene Dahl, babcia Shayne i A.J., obchodzi urodziny w Nowym Jorku. Shayne i Dakota robią zakupy na Manhattanie, a Lorenzo i A.J. próbują się pogodzić. |
| 8   | It's My Party…         | To moja impreza...          | 29 listopada 2009    | Shayne po raz kolejny próbuje pogodzić Lorenzo i A.J., więc organizuje imprezę. Czy skłócona rodzina doceni jej starania?                               |